# Monroe, Oregon
Monroe är en ort i Benton County i Oregon. Vid 2010 års folkräkning hade Monroe 617 invånare.